# いい曲プレゼンターズ
いい曲プレゼンターズ（いいきょくぷれぜんたーず）は、RKKラジオ(熊本放送)で2018年4月1日から毎週日曜午後（JST）に放送されていたラジオ番組。

## 概要・番組内容
1年で終了した「日曜GOGOチューン」に代わる日曜午後の音楽番組として2018年4月1日開始。
「時代やジャンルを問わず、誰かに響いた いい曲、誰かに聴かせたい いい曲をプレゼンテーションしてゆく『いい曲プレゼンプログラム』」と銘打ち、出演者が掛ける楽曲をプレゼンテーションしたり、リスナーからは通常のリクエスト形態ではなく、その曲を勧めたい、聴かせたい理由を熱い想いと共に書いてもらう「リスナープレゼン」という形でリクエストを募っていた。
2023年春改編で終了。事実上の後継番組は既存の平日放送の番組「塚原まきこの福ミミらじお」となる。

## 出演者
出演者には「プレゼンターX号」の番号が付いており、当項では便宜上括弧書きで（P〇号）と表記する。

### パーソナリティ
- 渡辺大輔 (ローカルタレント)（P1号）
- 河添博幸（P3号）
  - 16時台のコーナー、「今野さんコーナー」と不定期放送のコーナー「ドクトル河添のいい曲処方箋[6]」も担当。
- 李呼[7]（P5号、奇数週出演→2023年は毎週出演。2019年4月7日[8] - ）

### その他
- 今野多久郎（P4号[9]）
  - 「元KUWATA BANDリーダーの今野さん」と紹介される。河添と共に16時台のコーナー（通称:「今野さんコーナー」）を担当。
- わたなべれーな（P2号）[10]
  - 2018年4月1日 - 2019年3月31日[11]迄パーソナリティとしてレギュラー出演。レギュラー当時は平成音楽大学在学中[12]だった。大学卒業と共に保育士として就職し上京する為降板。2020年5月以降不定期で16時台後半に「にごぉのこぉなぁ」[13]を持つこととなる（この時点ではれーなは東京在住の為、電話による事前収録）。
- NOZOMI PIENA:TA[14]（ノゾミピエナータ、P6号、偶数週出演→不定期出演。レギュラーは2019年4月14日[15] - 2022年12月25日）
  - ノゾミピエナータは李呼と隔週交代で出演。尚、基本的に第5週は両者とも出演し、生セッションを行うことがあった[16]。

このほか、レギュラー出演者ではないが、「P0号」は熊本放送本社にあるレコード室のスタッフに、「P7号」は任命当時小学生であったリスナー、「P8号」は佐藤かつあきに「10号」（仮）は当時の熊本市長でゲスト出演歴がある大西一史に任命されている。

## 放送時間
※何れもJST
開始当初は15:00 - 16:45（2018年4月1日の初回放送のみ30分前倒しで開始され14:30 - 16:45）。
2019年4月の改編で、15:00 - 16:59での放送となる。
尚、毎年1月の第3週（正月3が日に日曜日が重なった場合は第4週）には全国都道府県対抗男子駅伝競走大会中継（RCCラジオ制作）をネットするため放送休止となる。
2021年1月3日は特別編成及び特別番組「令和に復活!コサキンDEワァオ!です、40周年です!ワァオ~~」（TBSラジオ制作、15:00 - 17:00）の為放送休止。

### タイムテーブル

#### 2020年10月時点

##### 15時台
- 15:00
  - 15:25頃 GOGO競馬サンデー!（GIレース開催日のみネット）[21]

##### 16時台
- 16:00 熊日ニュース・天気予報
- 16:07頃 「今野さんコーナー」

## 主なコーナー
- 「今野さんコーナー」[22]（16時台前半）
  - 放送開始当初から続く、今野多久郎と河添が特定の楽曲やアーティストをテーマに語るトークコーナー。今野が東京在住の為、事前収録した内容を放送する形態になっている。
- どっちのいい曲でショー（不定期）
  - レコード室に入ってくるサンプル音源の中から、RKKレコード室のスタッフ（プレゼンター0号）が選んだ、特に勧めたいA・B2つの曲のタイトル・アーティスト名を表に出さず、推したい要素のみを提示してもらい、リスナーからどちらの曲が聴きたいか投票を募る。尚、選ばれなかった曲がどんな曲であるかは公表されない。タイトルは「どっちの料理ショー」にちなむ。2019年4月21日開始[23]。
- ドクトル河添のいい曲処方箋[6]（不定期）
  - リスナーの悩みや疑問、また夢や希望、願望といった様々な感情やシチュエーションに対して「音楽という名の"お薬"を処方する」と銘打ったコーナー[15]。
- いい曲放浪記（不定期）
  - 渡辺が「いい曲」を求め、曲をプレゼンしてくれる人物を求めてさすらう旅企画。

## エピソード
- 初回である2018年4月1日放送のゲストは地元出身の映画監督、行定勲であった[24]。
- 前番組に当たる「日曜GOGOチューン」にコーナーを持っていた熊本県菊池市の非公認イメージキャラクター・きくちくんがゲスト出演した際、同じく菊池市出身であるれーなに対して「自分の代わりにレギュラー入りした」という理由で色々と文句を言おうとしていた[25]という。余談だが、れーなは2016年にきくちくんと「きくちくんダンサーズ」のテーマ曲「きくちくんのうた」[26]を制作している。
- この番組の開始当初にパーソナリティをつとめていたれーなは、2020年5月より自身のYouTubeチャンネル[27]において、偶数週を引き継いだ李呼と共に[28]当番組のパロディー兼実質的な番外編でもあるインターネットラジオ番組「勝手に！ぷれぜんたーず。」を制作しており、渡辺が出演したこと[29]もある。